# Полтергейст: Наследие (3 сезон)
Ниже представлен список серий 3-го сезона сериала «Полтергейст: Наследие». 3-й сезон состоял из 22-х серий.
Первые две серии и предпоследняя, «Армии ночи», объединены общим сюжетом о вампирах.
В этом же сезоне Сан-Францисский Дом Наследия пополнился новой сотрудницей, молодой и амбициозной Кристиной Адамс.
А в финальном эпизоде, «Темная сторона» («The Darkside»), Александра Моро принимает предложение о переходе на сторону Тьмы.
Премьера сериала в США состоялась 23 января 1998 года на одном из каналов кабельного оператора The Showtime Network. В России премьера состоялась 20 февраля 2001 года на федеральном канале ОРТ. И снова канал транслировал не все серии в том порядке, в каком они были сняты и показаны в США.

## Сезон 3 (1998)
| № общий | № в сезоне | Название                                            | Режиссёр         | Автор сценария        | | Дата премьеры    |
| --- | ---------- | --------------------------------------------------- | ---------------- | --------------------- | --- | ---------------- |
| 45 | 1          | «И пала тьма (часть 1)» «Darkness Falls (part1)»    | Майкл Робисон    | Майкл Садовский       | Энтони Палермо, Сара Стрэйндж, Ким Рестелл | 23 января, 1998  |
| Во время поездки в Новый Орлеан Алекс становится жертвой вампирши Жюстины. Между Жюстиной и Наследием начинается ожесточенная борьба за жизнь Алекс, которая медленно превращается в монстра. |            |                                                     |                  |                       | |                  |
| 46 | 2          | «При свете дня (часть 2)» «Light of Day (part1)»    | Майкл Робисон    | Майкл Садовский       | Энтони Палермо, Чед Тодхантер, Ким Рестелл, Бернард Каффлинг, Сара-Джейн Редмонд, Патрик Пеннифазер                                                       | 30 января, 1998  |
| Продолжение. Чтобы спасти Алекс, теперь уже похищенную Филиппом Д’Арси, Дерек и Ник отправляются в подземное логово вампиров. |            |                                                     |                  |                       | |                  |
| 47 | 3          | «Знал только один» «Enlightened One»                | Грэм Линч        | Грант Розенберг       | Дэйл Уилсон, Фэб Филиппо, Лес Мартин, Ким Рестелл | 6 февраля, 1998  |
| В Сан-Францисский Дом приезжает сотрудница бостонского дома, Кристина Адамс. Она разыскивает своего брата, который примкнул к сектантам. Дело осложняется тем, что лидер секты обладает сверхъестественными способностями и поджигает церкви в Сан-Франциско. |            |                                                     |                  |                       | |                  |
| 48 | 4          | «Украденные сердца» «Stolen Hearts»                 | Майкл Робисон    | Гарнер Симмонс        | Пол Сэттерфилд, Эллисон Хоссак | 16 февраля, 1998 |
| С Рейчел знакомится известный архитектор, Дэвид Корд. Сначала его чувства отнюдь не бескорыстны, но постепенно Дэвид влюбляется в женщину и понимает, что не сможет разлучить её с дочерью. Однако он связан договором с Тьмой, и если не выполнит свою часть сделки, то лишится жизни и свободы. |            |                                                     |                  |                       | |                  |
| 49 | 5          | «Отец сыну» «Father to Son»                         | Грэм Линч        | Джон Бенджамин Мартин | Доминик Китинг, Майкл Мориарти | 20 февраля, 1998 |
| Ник встречается с призраком собственного отца, Роберта Бойла, который просит сына найти убийцу. 12 лет назад Роберт и его напарник Джейсон погибли от руки неизвестного человека… или демона. Но Ник совершенно не хочет вмешиваться в посмертную судьбу нелюбимого родителя. Только приезд сына Джейсона, Брайана Креншоу, заставляет Ника принять участие расследовании и узнать всю правду.                                                                                       |            |                                                     |                  |                       | |                  |
| 50 | 6          | «Падший ангел» «Fallen Angel»                       | Билл Фруэт       | Крис Блэк             | Э.Дж. Ленджер, Райн Францис, Джей Бразо, Лаура Мердок, Джим Данн, Чарльз Андре                                                                            | 27 февраля, 1998 |
| После смерти Элиза отказывается от небес и возвращается на землю, чтобы соединиться со своим возлюбленным, вырвавшемся к ней из преисподней. Однако испытания смертью их любовь не выдержала. Трэвис превратился в самого настоящего демона, и теперь Элиза вынуждена искать помощи у священника, а затем и у Наследия, чтобы вернуть Трэвиса обратно в ад. |            |                                                     |                  |                       | |                  |
| 51 | 7          | «Я мечтаю о тебе» «Dream Lover»                     | Джимми Кауфман   | Дэвид Тинан           | Кристалл Чаппель, Мартин Эванс, Камяр Чаи | 6 марта, 1998    |
| К Дереку приходит посылка от его погибшего друга, Сэмюэля Келлинга. А чуть позже приезжает и невеста Сэмюэля, Джессика. Вопреки собственному рассудку и осторожности, Дерек влюбляется в неё. Но обольстительная красавица оказывается ламией, хищным демоном, которому не может противостоять ни один мужчина. И теперь только Рейчел, Алекс и Кристина сообща могут спасти Дерека.                                                                                                 |            |                                                     |                  |                       | |                  |
| 52 | 8          | «Дело чести» «Debt of Honor»                        | Джильберт Шилтон | Джим Пиддок           | Энтони Майкл Холл,Филлип Митчел, Питер Брайант | 13 марта, 1998   |
| Ник расследует дело о гибели своего друга и сослуживца Джо Фрателло. Похоже, после смерти его душа не смогла обрести покой. Призрак Джо начал являться и уничтожать старых друзей. Нику предстоит выяснить, почему это происходит и как остановить мстительного духа. |            |                                                     |                  |                       | |                  |
| 53 | 9          | «Свет» «The Light»                                  | Поль Линч        | Майкл Энеман          | Маргарита Кордова, Джессика Уокер, Лохлин Манро, Барри Грин, Питер Юнкер, Эндрю Эрли, Джоан Пирс                                                          | 20 марта, 1998   |
| В автомобильной катастрофе погибла девушка, Энжела Санчес, но суд оправдал сидевшего за рулем молодого человека, поскольку он был из влиятельной семьи. Тогда бабушка Энжелы решила сама отомстить за внучку. Она вызвала инкского демона и приказала ему истребить весь род обидчиков, после чего мужчины семейства Бернард действительно начали погибать один за другим. Рейчел когда-то была дружна с Мелиндой Бернард, поэтому она решает вмешаться и спасти её сына Тодда.      |            |                                                     |                  |                       | |                  |
| 54 | 10         | «Ад для преступников» «Hell Hath No Fury»           | Джордж Менделюк  | Билл Блейч            | Том Батлер, Лиза Робин Келли, Малкольм Стюарт, Роджер Олфорд, Кристофер Болтон, Ким Рестелл, Майя Массар, Жан Бэйли Маттиа, Сюзан Зелмер, Кертис Бечдхолт | 10 апреля, 1998  |
| Когда адвокат с помощью лжесвидетельницы оправдывает известного преступника, детектив Фрэнк Кармак решает тоже прибегнуть к помощи, но куда более могущественных сил — греческих фурий, самых беспристрастных и беспощадных судий загробного мира. Для того, чтобы вызвать их, ему приходится украсть из музея Наследия Жезл Пифии. И когда об этом узнает Дерек, он клянется остановить Фрэнка. Во что бы то ни стало.                                                              |            |                                                     |                  |                       | |                  |
| 55 | 11         | «Ирландский кувшин» «The Irish Jug»                 | Мартин Камминс   | Билл Диал             | Рене Обержонуа | 17 апреля, 1998  |
| Вместе с коллекцией антиквариата в Наследие попадает кувшин, в котором, помимо алкогольного напитка, заключены души двух братьев-проходимцев, Джимми и Томми. Когда Дерек со своим приятелем Мило пробуют распить содержимое кувшина, оба призрака выбираются наружу и принимают облики освободивших их людей: Томми становится копией Мило, а Джимми — Дерека. Братья решают воспользоваться случаем и разграбить Дом Наследия.                                                     |            |                                                     |                  |                       | |                  |
| 56 | 12         | «Метаморфозы» «Metamorphosis»                       | Майкл Берман     | Билл Фруэт            | Крис Мартин, Эрик Шнайдер, Ким Рестелл | 24 апреля, 1998  |
| Психические расстройства сверхъестественного происхождения тоже бывают. Рейчел убеждается в этом на себе, после того как один из пациентов ранит её ритуальным ножом и заражает демоническим желанием убивать. К счастью, Дерек выясняет способ лечения от этой одержимости раньше, чем обезумевшая Рейчел успевает расправиться с Алекс и Кристиной. |            |                                                     |                  |                       | |                  |
| 57 | 13         | «Бессердечная красавица» «La Belle Dame Sans Merci» | Брентон Спенсер  | Гарнер Симмонс        | Роберт Клозир, Гордон Карри, Дэвид МакНалли, Эстер Ролли, Шон Дэй Майкл, Кейт Роббинс                                                                     | 29 мая, 1998     |
| Алекс начинают посещать яркие сны о событии, которое произошло 130 лет назад с её предком, рабыней Ла Белл. Алекс отправляется в Батон Руж к своей бабушке Розе, которая рассказывает ей о судьбе Белл и её трагической гибели. Оказывается, даже после смерти рабыню преследует её бывший хозяин. |            |                                                     |                  |                       | |                  |
| 58 | 14         | «Гений» «The Prodigy»                               | Джильберт Шилтон | Джон Симмонс          | Стивен МакХэтти, Чад Виллетт, Мари Стиллин, Виктор А. Янг                                                                                                 | 29 мая, 1998     |
| Кристина познакомилась с Юджином Кадаром, когда тот был просто «музыкально одаренным» юношей. Теперь он — всемирно известный пианист, но уже не благодаря своему таланту, а за счет магической поддержки демона Ли Нуара. Впрочем, Юджин не знает об этом. Он приписывает успех целиком и полностью себе. Возобновившийся роман с Кристиной окончательно кружит ему голову и он решает порвать со своим импресарио. Но в планы демона разрыв контракта с живым музыкантом не входит. |            |                                                     |                  |                       | |                  |
| 59 | 15         | «Беспомощное существо» «The Human Vessel»           | Поль Линч        | Майкл Садовский       | Билли Уорли, Кэри Матчетт, Дженни-Линн Хатчесон, Фред Китинг                                                                                              | 3 июля, 1998     |
| Бывшая возлюбленная Ника, Кэролайн Крейн, попадает в больницу после удара молнией. Ник обещает присмотреть за её умственно отсталым братом Томми и отвозит того в Дом Наследия. Но внезапно с Томми тоже происходят «чудеса»: из безобидного существа он стремительно превращается в умного и злого негодяя. Дерек понимает, что все это не может быть простыми совпадениями. Он решает узнать, какую тайну скрывает семейство Крейнов.                                              |            |                                                     |                  |                       | |                  |
| 60 | 16         | «Завет» «The Covenant»                              | Бил Фруэт        | Майкл Берман          | Камилл Митчел, Гэбриэлль Миллер, Чад Лоу, Кевин МакНалти, Шила Мур                                                                                        | 10 июля, 1998    |
| После ссоры с отцом молодая девушка уходит в монастырь, где кончает жизнь самоубийством. Во всяком случае, так считают монахини. Но когда в монастыре начинаются сверхъестественные происшествия, Ингрид сообщает об этом Дереку и просит Наследие провести расследование. Как оказывается, не зря: после личного знакомства с семьей Миллеров смерть девушки уже не кажется добровольной.                                                                                           |            |                                                     |                  |                       | |                  |
| 61 | 17         | «Интернирование» «The Internment»                   | Джильберт Шилтон | Дэвид Тинан           | Кэри-Хироюки Тагава, Кирстен Робек, Гари Джонс, Рета Хаттон, Бетти Филлипс                                                                                | 17 июля, 1998    |
| Когда-то на месте городка Сомервилля был японский лагерь для интернированных. Сэм Танака погиб там, но остался на земле и превратил город-призрак в тюрьму для неосторожных посетителей. Те, кто попадал в Сомервилль, покинуть его уже не могли. И так продолжалось до тех пор, пока его очередными жертвами едва не стали Рейчел и Кристина. |            |                                                     |                  |                       | |                  |
| 62 | 18         | «Обольщение» «Seduction»                            | Поль Линч        | Грант Розенберг       | TBA | 24 июля, 1998    |
| Алекс, Кристина и Рейчел исследует древний каменный куб. Чтобы помочь им разобраться с этим артефактом, из Лондона приезжает Николас Олдмен, признанный эксперт по дальневосточным экспонатам. Женщины дружно попадают под обаяние этого человека и почти беспрекословно помогают ему овладеть своими душами и магическим кубом. Почти, потому что Рейчел проявляет неожиданную стойкость.                                                                                           |            |                                                     |                  |                       | |                  |
| 63 | 19         | «Вне поля зрения» «Out of Sight»                    | Майкл Робисон    | Джеймс Кэпп           | Морис Годин, Стефани Дикер, Скотт Хайлендс, Шейла Ларкен, Джерри Шрэм, Дерил Хэйес                                                                        | 31 июля, 1998    |
| Очередные приключения медиума Джеффри Старра. На этот раз его преследует дух разорившегося бизнесмена, который уверен, что именно Старр виновен в его крахе и последовавшем за этим самоубийстве. Единственные, к кому Джеффри может обратиться за помощью, это Дерек и Алекс. |            |                                                     |                  |                       | |                  |
| 64 | 20         | «Старый добрый рыцарь» «The Last Good Knight»       | Гарнер Симмонс   | Дэвид Тинан           | Тони Амендола, Майкл Добсон, Брайан Дженсен | 7 августа, 1998  |
| Некто присылает Кристине древний пергамент и письмо от её отца. Девушка немедленно отправляется в Стамбул, чтобы встретиться с ним. Однако вместо отца её встречает таинственный одноглазый человек, а затем начинает преследовать призрак французского короля Филиппа, мечтающего завладеть Святым Граалем. |            |                                                     |                  |                       | |                  |
| 65 | 21         | «Армии ночи» «Armies of Night»                      | Майкл Робисон    | Гарнер Симмонс        | Чед Тодхантер | 14 августа, 1998 |
| Клип-шоу. Сан-францисский Дом подвергается нападению сверхъестественных агрессоров. Служба внешней охраны не отвечает, спутниковая связь отключена. Алекс безуспешно пробует перебраться на материк за помощью. Дом остаются защищать только Дерек и Ник, но и последнего в конце концов похищают. Теперь Дереку предстоит в одиночку противостоять тем, кто вознамерился уничтожить Наследие.                                                                                       |            |                                                     |                  |                       | |                  |
| 66 | 22         | «Темная сторона» «The Darkside»                     | Майкл Робисон    | Грант Розенберг       | Фионнула Фланаган | 21 августа, 1998 |
| Клип-шоу. Алекс встречается с демоном в образе обаятельной пожилой леди, миссис Дарксайт. Перебирая старые фотографии, демон рассказывает, что война, которую Наследие ведет с силами Тьмы, завершится уничтожением Наследия и всех его сотрудников. Но если Алекс заключит договор с Тьмой, она будет вознаграждена и сможет спасти друзей от неминуемой гибели. Алекс, подумав, соглашается.                                                                                       |            |                                                     |                  |                       | |                  |